# Кубок Рио 1952
Кубок Рио 1952 года (Copa Rio 1952) — межконтинентальный футбольный турнир с участием команд из Европы и Южной Америки, проведенный в Бразилии в июле — августе 1952 года, ставший вторым подобным турниром, называемым современниками «неофициальным клубным чемпионатом мира».
Победителем турнира стал бразильский клуб «Флуминенсе» из Рио-де-Жанейро.

## Организация турнира
На турнир предполагалось пригласить 8 клубов — представителей сильнейших футбольных держав мира (по выбору организаторов — Бразильской футбольной конфедерации): две бразильских команды — победителей лиг Кариока и Паулиста, а также чемпионов Англии, Аргентины, Испании, Италии, Уругвая и Португалии (последние были приглашены, чтобы угодить огромному португальскому сообществу, живущему в Рио-де-Жанейро и Сан-Паулу).
Однако, как и при проведении Кубка Рио 1951, организаторы столкнулись с целым рядом отказов (испанская «Барселона», итальянский «Ювентус», аргентинский «Рэсинг») и были вынуждены приглашать другие клубы вместо запланированных.
В результате турнир собрал следующих участников
- Аустрия (действующий серебряный призер 1951/1952)
- Коринтианс (чемпион штата Сан-Паулу 1951, 1952)
- Флуминенсе (чемпион штата Рио-де-Жанейро 1951)
- Грассхопперс (чемпион Швейцарии 1951/52)
- Либертад (действующий серебряный призер 1951)
- Пеньяроль (чемпион Уругвая 1951)
- Саарбрюккен (действующий серебряный призер 1951/1952)
- Спортинг (чемпион Португалии 1951/52)

Подбор участников (особенно по совокупности представляемых футбольных держав) выглядел вполне солидно: победитель первенства страны — действующего чемпиона мира (на поле выходили 7 игроков из того состава, что победил в «Мараканасо», во главе с легендарными Обдулио Варелой и Хуаном Альберто Скьяффино), действующий серебряный призер чемпионата страны — будущего чемпиона мира (Западной Германии) (представлявший, правда, другую страну — Саар), обладающие устоявшимся футбольным авторитетом австрийцы, будущие бронзовые призеры мирового первенства. Парагвайский «Либертад» во главе с Эриберто Эррерой составлял основу той парагвайской команды, которая в следующем году завоюет южноамериканское первенство
Однако в данный конкретный момент многие из этих сильных по именам и достижениям клубов продемонстрировали довольно невыразительную игру, что вызвало в среде болельщиков и специалистов оценку слабости состава участников данного турнира по сравнению с прошлогодним.

## Регламент
Турнир проходил в два этапа.
На первом этапе команды были разделены на две группы, игравшие матчи в Рио-де-Жанейро и Сан-Паулу, возглавляемые чемпионами соответствующих штатов («Флуминенсе» и «Коринтианс» соответственно). После проведения турнира по круговой системе по две лучшие команды выходили в полуфиналы, где встречались с представителями другой группы (победители со вторыми командами) в двухматчевых поединках (победа по наибольшему числу набранных в двух матчах очков; в случае их равенства назначался дополнительный матч без учета разницы мячей). Победители полуфиналов определяли победителя в финальных матчах.

## Стадионы
| Рио-де-Жанейро           | Сан-Паулу           |
| ------------------------ | ------------------- |
| Маракана                 | Пакаэмбу            |
| Вместимость: 150,000     | Вместимость: 71,000 |
|                          |                     |
| Рио-де-Жанейро Сан-Паулу |                     |

### Группа «Рио»
| Пеньяроль    | 1:0     | Грассхопперс |
| ------------ | ------- | ------------ |
| - Хоберг 61′ | (отчёт) |              |

| Пеньяроль: Натеро - Давойн, О.Варела, Колтури - В.Андраде, Хоэль Ромеро - Гиджа, Хоберг (Аббади), Ромай (Мигес), Скьяффино, Э.Видаль Грассхопперс: Прайсс - Неуком, Бувар, Керн - Фроссио, Заппиа - Биккель, Хаген, Р.Хюсси (Бербиг), Р.Фонлантен, Балламан |

| Флуминенсе | 0:0     | Спортинг |
| ---------- | ------- | -------- |
|            | (отчёт) |          |

| Флуминенсе: Кастильо - Пиндаро, Эдсон, Пиньейро - Жаир Сантана, Бигоде - Теле Сантана, Диди, Карлайл (Мариньо), Орландо Пинго, Кинкас Спортинг: К.Гомеш - Карвалью, Пассуш, Ж.Пачеку - А.Барруш, Жука - Жезус Коррейа, Вашкеш, Жоао Мартинш, Травасуш, Албану |

| Пеньяроль                               | 3:1     | Спортинг     |
| --------------------------------------- | ------- | ------------ |
| - Ромай 54′ - Мигес 75′ - Скьяффино 85′ | (отчёт) | - 60′ Вашкеш |

| Пеньяроль: Натеро - Давойн, О.Варела, Колтури - В.Андраде, Хоэль Ромеро - Гиджа, Хоберг (Аббади), Ромай (Мигес), Скьяффино, Э.Видаль Спортинг: К.Гомеш - Карвалью, Пассуш, Ж.Пачеку - А.Барруш, Жука - Жезус Коррейа, Вашкеш, Жоао Мартинш, Травасуш, Албану |

| Флуминенсе    | 1:0     | Грассхопперс |
| ------------- | ------- | ------------ |
| - Мариньо 61′ | (отчёт) |              |

| Флуминенсе: Кастильо - Пиндаро, Эдсон, Пиньейро - Жаир Сантана, Бигоде - Лино (54'Теле Сантана), Диди, Мариньо, Орландо Пинго (69'Вильялобос), Кинкас Грассхопперс: Прайсс - Неуком, Бувар, Керн - Г.Фонлантен, Заппиа - Биккель, Хаген, Фроссио (В.Хюсси), Р.Фонлантен (Р.Хюсси), Балламан |

| Спортинг                           | 2:1     | Грассхопперс   |
| ---------------------------------- | ------- | -------------- |
| - Травасуш 38′ - Жезус Коррейа 47′ | (отчёт) | - 66′ Балламан |

| Спортинг: К.Гомеш - Карвалью, Пассуш, Ж.Пачеку - А.Барруш, Жука - Жезус Коррейа, Вашкеш, Жоао Мартинш (62' Файа), Травасуш, Албану · Грассхопперс: Прайсс - Неуком, Бувар, Фроссио - Г.Фонлантен (В.Хюсси), Заппиа 71' - Биккель, Хаген, Бербиг, Р.Фонлантен (Р.Хюсси), Балламан |

| Флуминенсе                            | 3:0     | Пеньяроль |
| ------------------------------------- | ------- | --------- |
| - Мариньо 36′ 75′ - Орландо Пинго 44′ | (отчёт) |           |

| Флуминенсе: Кастильо - Пиндаро, Эдсон, Пиньейро - Жаир Сантана, Бигоде - Теле Сантана, Диди, Мариньо, Орландо Пинго (Вильялобос), Кинкас Пеньяроль: Натеро - Давойн, Нардели, Колтури - В.Андраде, Хоэль Ромеро - Гиджа, Хоберг, Ромай (Мигес), Скьяффино (Аббади), Э.Видаль |

| № | Команды      | 1   | 2   | 3   | 4   | В | Н | П | М     | О |
| - | ------------ | --- | --- | --- | --- | - | - | - | ----- | - |
| 1 | Флуминенсе   |     | 3:0 | 0:0 | 1:0 | 2 | 1 | 0 | 4 — 0 | 5 |
| 2 | Пеньяроль    | 0:3 |     | 3:1 | 1:0 | 2 | 0 | 1 | 4 — 4 | 4 |
| 3 | Спортинг     | 0:0 | 1:3 |     | 2:1 | 1 | 1 | 1 | 3 — 4 | 2 |
| 4 | Грассхопперс | 0:1 | 0:1 | 1:2 |     | 0 | 0 | 3 | 1 — 4 | 0 |

### Группа «Сан-Паулу»
| Аустрия                                                  | 4:2     | Либертад                                   |
| -------------------------------------------------------- | ------- | ------------------------------------------ |
| - Пихлер 19′ - Э.Мельхиор 27′ - Хубер 30′ - Стояспал 55′ | (отчёт) | - 32′ Р.Фернандес - 89′ (пен.) Рамон Гомес |

| Аустрия: Шведа - Штоц, Кованц, О.Фишер - Оцвирк, Шлегер - Э.Мельхиор, Хубер, Пихлер (Коминек), Стояспал, Ауредник Либертад: Домингес - Масиель, Арруа, А.Кабрера - Гавилан, Эрмосилья - Альварес (Лепель), Аларкон, Х.Ромеро (Эредиа), Р.Фернандес, Рамон Гомес |

| Коринтианс                                  | 6:1     | Саарбрюккен  |
| ------------------------------------------- | ------- | ------------ |
| - Клаудио 1′ - Балтазар 27′ 51′ 73′ 82′ 83′ | (отчёт) | - Мартин 61′ |

| Коринтианс: Кабесан - Мурильо, Сула, Жулиан - Идарио, Беланжеро - Клаудио (Соузинья), Т.Луизиньо (Гатао), Балтазар, Карбоне, Марио Саарбрюккен: Стремпель - Иммиг, Бивер, Пафф - К.Берг, Филиппи - Отто (В.Шолль), Мартин, Бинкерт, Момбер, Бальцерт (К.Шрейнер) |

| Аустрия                                               | 5:1     | Саарбрюккен        |
| ----------------------------------------------------- | ------- | ------------------ |
| - Ауредник 2′ 72′ - Э.Мельхиор 13′ 51′ - Стояспал 44′ | (отчёт) | - Бивер 81′ (пен.) |

| Аустрия: Шведа - Штоц, Кованц, Шлегер - Оцвирк, Ф.Свобода - Э.Мельхиор, Коминек, Стояспал, Хубер, Ауредник Саарбрюккен: Стремпель - Иммиг, Бивер, Пафф - Кек (Валентин), Филиппи - Отто (В.Шолль), Бинкерт, К.Шрейнер, Бальцерт, Мартин |

| Коринтианс                                                          | 6:0     | Либертад |
| ------------------------------------------------------------------- | ------- | -------- |
| - Балтазар 20′ 88′ - Карбоне 24′ 90′ - Клаудио 32′ - Т.Луизиньо 70′ | (отчёт) |          |

| Коринтианс: Жилмар - Мурильо, Сула, Жулиан (Олаво) - Идарио, Беланжеро - Клаудио, Т.Луизиньо, Балтазар, Карбоне, Марио Либертад: Эскобар - Масиель, Эр.Эррера, А.Кабрера - Гавилан, Эрмосилья - Лепель, Аларкон, Эредиа, Р.Фернандес, Рамон Гомес |

| Либертад                                                   | 4:1     | Саарбрюккен         |
| ---------------------------------------------------------- | ------- | ------------------- |
| - Эрмосилья 11′ - Эредиа 30′ - Арруа 74′ - Р.Фернандес 81′ | (отчёт) | - Момбер 77′ (пен.) |

| Либертад: Эскобар - Масиель, Эр.Эррера (Арруа), А.Кабрера - Гавилан, Эрмосилья - Лепель (Альварес), Аларкон, Эредиа, Р.Фернандес, Рамон Гомес Саарбрюккен: Клаук - К.Берг, Бивер, Валентин - Кек (Пафф), Филиппи - Момбер, В.Шолль, К.Шрейнер (Бальцерт), Бинкерт, Мартин |

| Коринтианс                | 2:1     | Аустрия       |
| ------------------------- | ------- | ------------- |
| - Карбоне 49′ - Гатао 86′ | (отчёт) | - Коминек 34′ |

| Коринтианс: Жилмар - Мурильо, Сула (Гойано), Жулиан - Идарио, Беланжеро - Клаудио, Т.Луизиньо (Гатао), Балтазар, Карбоне, Марио Аустрия: Шведа - Штоц (О.Мельхиор), Кованц, Шлегер - Оцвирк, Ф.Свобода - Э.Мельхиор, Коминек (Пихлер), Стояспал, Хубер, Ауредник |

| № | Команды     | 1   | 2   | 3   | 4   | В | Н | П | М      | О |
| - | ----------- | --- | --- | --- | --- | - | - | - | ------ | - |
| 1 | Коринтианс  |     | 2:1 | 6:0 | 6:1 | 3 | 0 | 0 | 14 — 2 | 6 |
| 2 | Аустрия     | 1:2 |     | 4:2 | 5:1 | 2 | 0 | 1 | 10 — 5 | 4 |
| 3 | Либертад    | 0:6 | 2:4 |     | 4:1 | 1 | 0 | 2 | 6 — 11 | 2 |
| 4 | Саарбрюккен | 1:6 | 1:5 | 1:4 |     | 0 | 0 | 3 | 3 — 15 | 0 |

### Полуфиналы
| Флуминенсе        | 1:0     | Аустрия |
| ----------------- | ------- | ------- |
| - Диди 75′ (пен.) | (отчёт) |         |

| Флуминенсе: Кастильо - Пиндаро, Эдсон, Пиньейро - Жаир Сантана, Бигоде - Теле Сантана (Кинкас), Диди, Мариньо, Орландо Пинго (Симоес), Робсон Аустрия: Шведа - Штоц, Кованц, Шлегер - Оцвирк, Ф.Свобода - Э.Мельхиор (Пихлер), Коминек, Стояспал, Хубер, Ауредник |

| Флуминенсе                                                 | 5:2     | Аустрия                     |
| ---------------------------------------------------------- | ------- | --------------------------- |
| - Теле Сантана 6′ - Орландо Пинго 31′ 41′ 65′ - Кинкас 53′ | (отчёт) | - 15′ Стояспал - 20′ Пихлер |

| Флуминенсе: Кастильо - Пиндаро, Эдсон, Пиньейро - Жаир Сантана, Бигоде - Теле Сантана, Диди (Робсон), Мариньо (Симоес), Орландо Пинго, Кинкас Аустрия: Шведа - Штоц, Кованц, Шлегер - Оцвирк, Ф.Свобода - Пихлер, Коминек, Стояспал, Хубер, Ауредник |

| Коринтианс               | 2:1     | Пеньяроль   |
| ------------------------ | ------- | ----------- |
| - Клаудио 63′ 74′ (пен.) | (отчёт) | - Гиджа 57′ |

| Коринтианс: Жилмар - Мурильо (Гомеро), Гойано, Жулиан - Идарио, Беланжеро - Клаудио, Т.Луизиньо, Балтазар (42' Гатао), Карбоне, Марио · Пеньяроль: Натеро - Давойн, О.Варела, Карризо - В.Андраде (Х.К.Гонсалес), Хоэль Ромеро 39' - Гиджа, Аббади (Хоберг), Мигес , Скьяффино, Э.Видаль |

| Коринтианс | +:-     | Пеньяроль |
| ---------- | ------- | --------- |
|            | (отчёт) |           |

### Финал
| Флуминенсе                        | 2:0     | Коринтианс |
| --------------------------------- | ------- | ---------- |
| - Орландо Пинго 22′ - Мариньо 70′ | (отчёт) |            |

| Флуминенсе: Кастильо - Пиндаро, Эдсон, Пиньейро - Жаир Сантана, Бигоде - Теле Сантана (Робсон), Диди, Мариньо (Симоес), Орландо Пинго, Кинкас Коринтианс: Жилмар - Гомеро, Сула, Жулиан - Идарио, Олаво - Клаудио, Т.Луизиньо, Гатао (Джексон), Карбоне, Марио (Коломбо) |

| Флуминенсе               | 2:2     | Коринтианс                   |
| ------------------------ | ------- | ---------------------------- |
| - Диди 10′ - Мариньо 64′ | (отчёт) | - 56′ Джексон - 89′ Соузинья |

| Флуминенсе: Кастильо - Пиндаро, Эдсон, Пиньейро (Нестор) - Жаир Сантана, Бигоде - Теле Сантана (Робсон), Диди, Мариньо, Орландо Пинго, Кинкас Коринтианс: Жилмар - Гомеро, Гойано, Жулиан - Идарио (Сула), Олаво - Клаудио, Т.Луизиньо (Соузинья), Джексон, Карбоне, Коломбо |

| Флаг Бразилии (1889—1960)                  |
| Чемпион Кубка Рио 1952 Флуминенсе 1° титул |